# Matt Ulery
Matthew Scott „Matt“ Ulery (* in Chicago) ist ein US-amerikanischer Jazzmusiker (Kontrabass, Bassgitarre, Tuba, Keyboard, Harmonium, Keltische Harfe), Komponist und Bandleader.

## Leben und Wirken
Ulery hatte mit 14 Jahren erste Auftritte und spielte in verschiedenen musikalischen Genres von Jazz, Klassik, Rock, Pop, Gospel, Theatermusik und Folk. Er erwarb den Bachelor in Komposition am Chicago College of Performing der Roosevelt University und arbeitete seit Anfang der 2000er Jahre u. a. mit Kurt Rosenwinkel, Tim Hagans, Fareed Haque, Maria Schneider, Howard Levy, Wynton Marsalis, Curtis Fuller, Carl Allen, Rob Clearfield und Patricia Barber. Seit 2007 leitet er die Band Loom, für das er eigene Kompositionen schrieb; außerdem ist er Mitglied in den Formationen Eastern Blok, Grazyna Auguscik Group und in Zach Brocks Formation  Arrival/Departure. 2010 legte er die LP und Download Flora.Fauna.Fervor (482  Music) vor. 2012 folgte das von der Kritik gelobte Album By a Little Light. Zu hören ist er u. a. auch auf Makaya McCravens In the  Moment (2015). Zu seinen Haupteinflüssen zählt er Charles Mingus, Ray Brown, Jimmy Smith, Paul McCartney und Larry Grenadier.

## Diskographische Hinweise
- Live at the Green Mill Chicago (DVD, 2005)
- Music Box Ballerina (Woolgathering Music, 2008)
- Themes and Scenes (2009)
- The Queen (Whistler Records, 10" Vinyl Single - 2010)
- Wake an Echo (Greenleaf Music, 2013)
- Meridian Trio: Triangulum (Clean Feed Records, 2017), mit Jeremy Cunningham, Nick Mazzarella
- Matt Ulery: Delicate Charms (2019), mit Greg Ward, Zach Brock, Rob Clearfield, Quin Kirchner
- Pollinator (Woolgathering, 2020)